# Kleště průvodčího

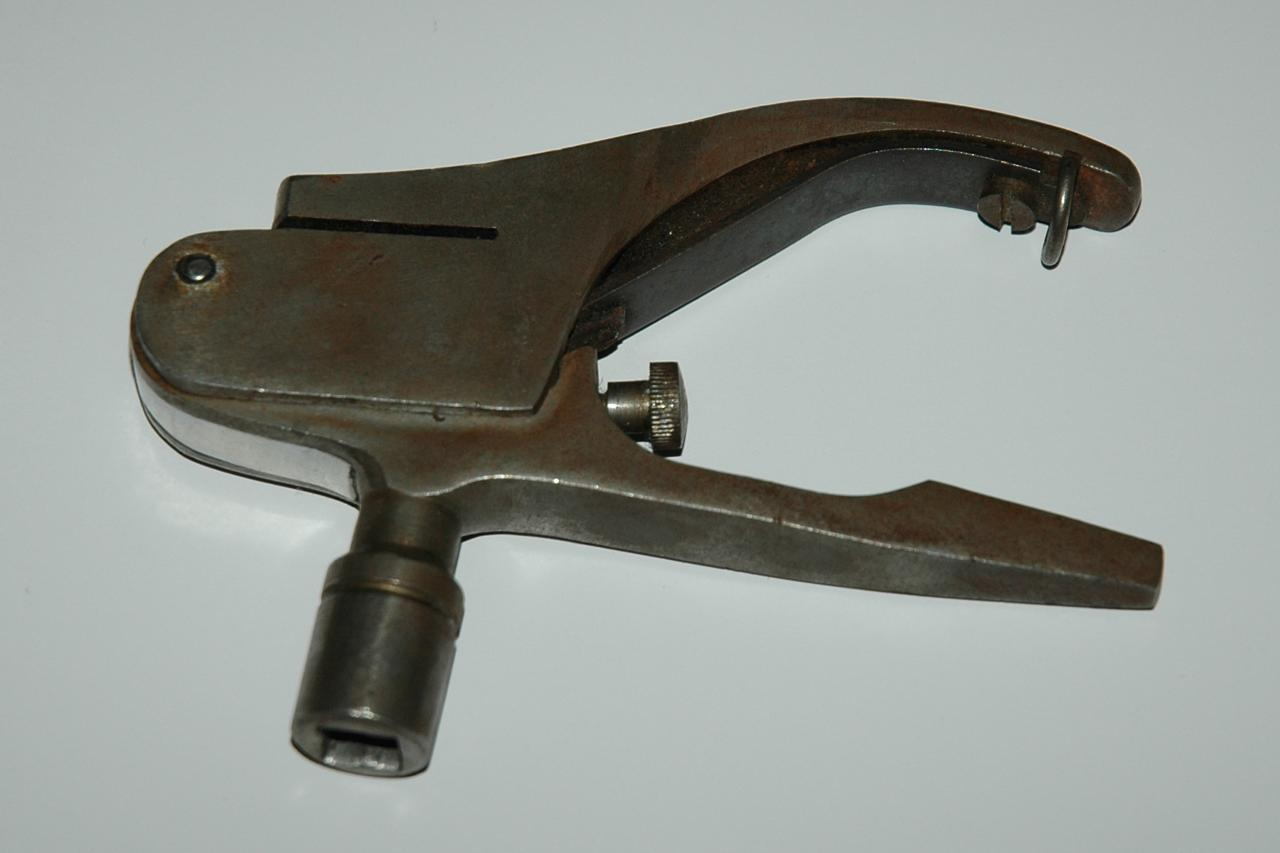
Kleště průvodčího ČSD pro proštípnutí jízdenek - průštipky. Jejich součástí je klíč na zámky s univerzálním čtyřhranem

Kleště průvodčího jsou proštipovací kleště (průštipky) nebo razítkovací kleště, jaké používají zejména průvodčí ve vlacích a v minulosti běžně například i průvodčí v tramvajích a průvodčí a řidiči autobusů k vyznačování údajů na jízdenkách nebo k označování jízdenek. 

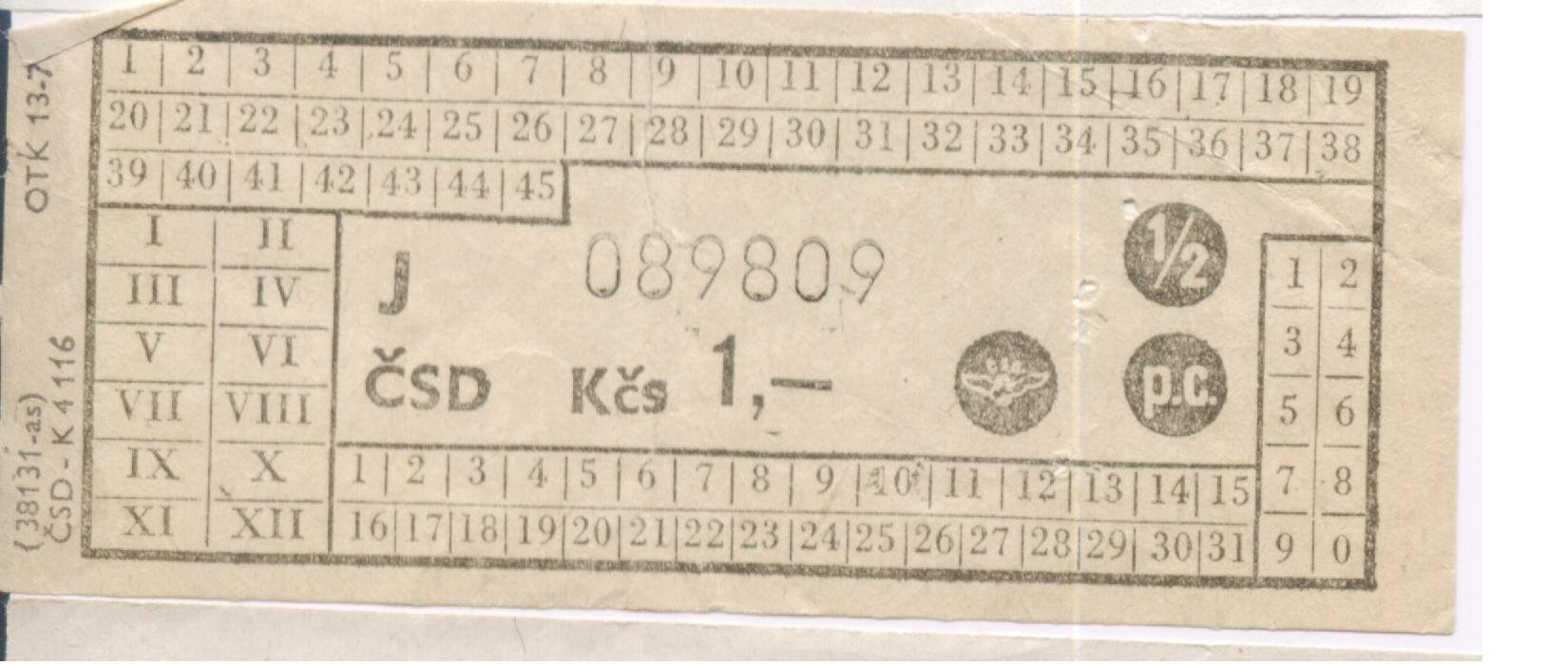
Proštipovací bločková jízdenka ČSD z doby kolem roku 1980

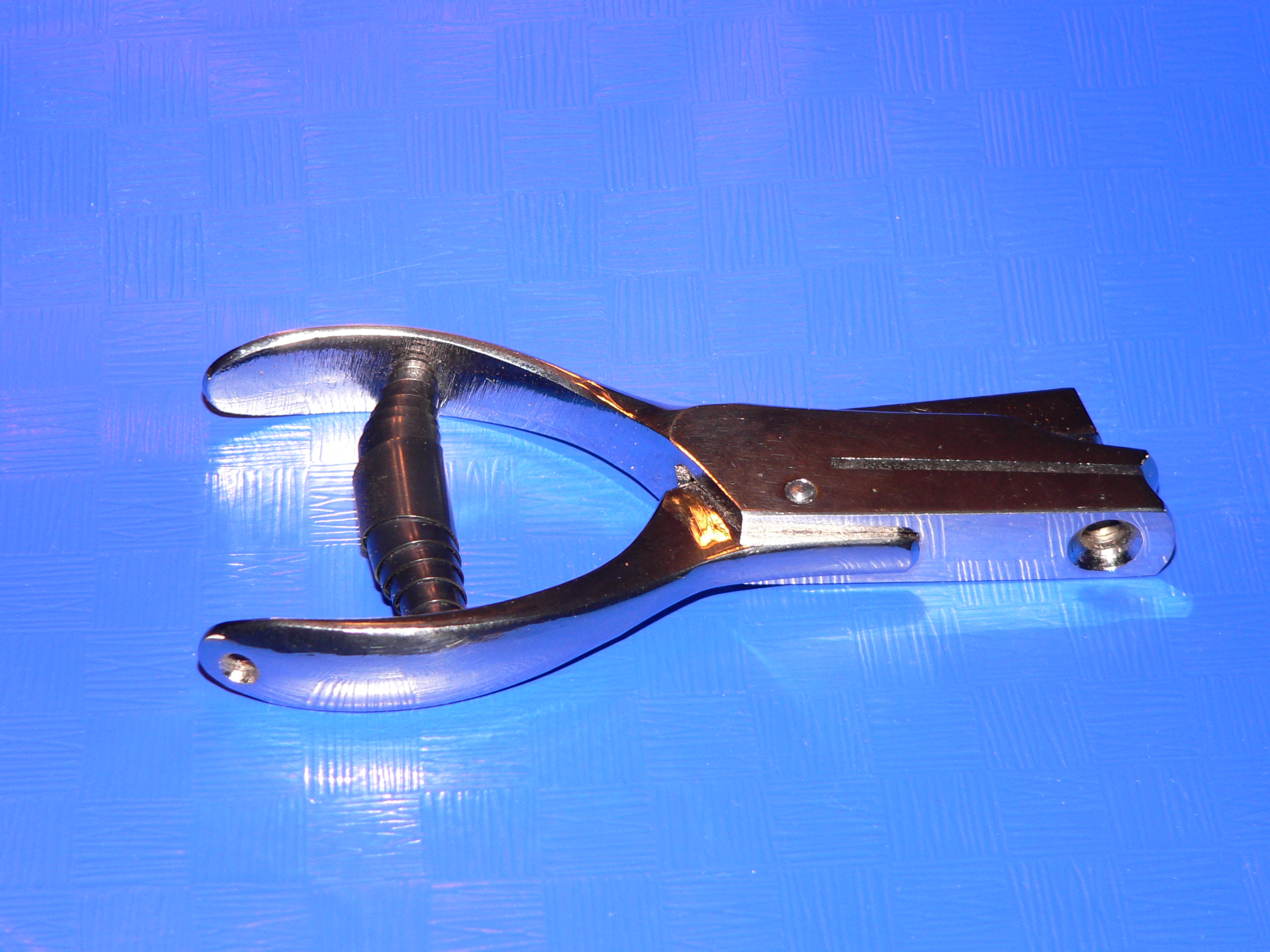
Německé proštipovací kleště

Mnoho druhů bločkových jízdenek obsahovalo mřížky s políčky a proštípnutím jednotlivých políček se při vydání jízdenky vyznačoval například den v měsíci nebo v týdnu, měsíc, čas (hodina), číslo linky nebo jiné údaje. To bylo důležité zejména u přestupních jízdenek. 
U jiných typů jízdenek, zakupovaných před jízdou, se proštípnutím vyznačuje, že jízdenka již byla použita. Podobný účel u vstupenek často plní odtrhávání kontrolního útržku. Kleštěmi se proštipovala zejména železniční tzv. Edmondsonova jízdenka. U zpátečních jízdenek nebo jízdenek pro více jízd je možné proštipovat údaje o jednotlivých použitích. Novější proštipovací kleště zároveň s proštípnutím mohly vytlačit profilovým písmem do jízdenky nějaký údaj, například číslo vlaku nebo datum. Dalším vývojovým stupněm jsou razítkovací kleště, které zpravidla již jízdenku neproštipují, ale razítkovým otískem na ní vyznačí množství údajů. 
Jindřichohradecké místní dráhy, které zachovávají tradici a proto odkoupily z NADASu i stroje na tisk Edmondsonových jízdenek a samy si na něm tisknou jízdenky, měly problém se sehnáním vhodného druhu kleští pro průvodčí. Nové kleště vyráběné různými firmami pro české a slovenské železnice byly příliš drahé, poruchové a křehké. Nakonec vyhovující kleště vyrobili žáci Integrované střední školy v Českých Velenicích v rámci své praktické výchovy.
Místo proštipování jsou někdy jízdenky popisovány propisovací tužkou, kterou je možno také buď zaškrtnout předtištěné údaje nebo celou jízdenku jen přeškrtnout či očárkovat anebo přímo napsat nějaký údaj (číslo vlaku, datum, číslo průvodčího atd.). 
V modernějších odbavovacích systémech (v Československu v městské hromadné dopravě zhruba od 70. let 20. století) si cestující bezprostředně po nástupu do vozidla nebo při vstupu do přepravního prostoru stanice jízdenku z předprodeje označují sami v označovacím (znehodnocovacím) strojku. Ty také prodělaly vývoj od děrovacích k razítkovacím, některé typy také část jízdenky odstřihly. 

Jízdenky označené kleštěmi
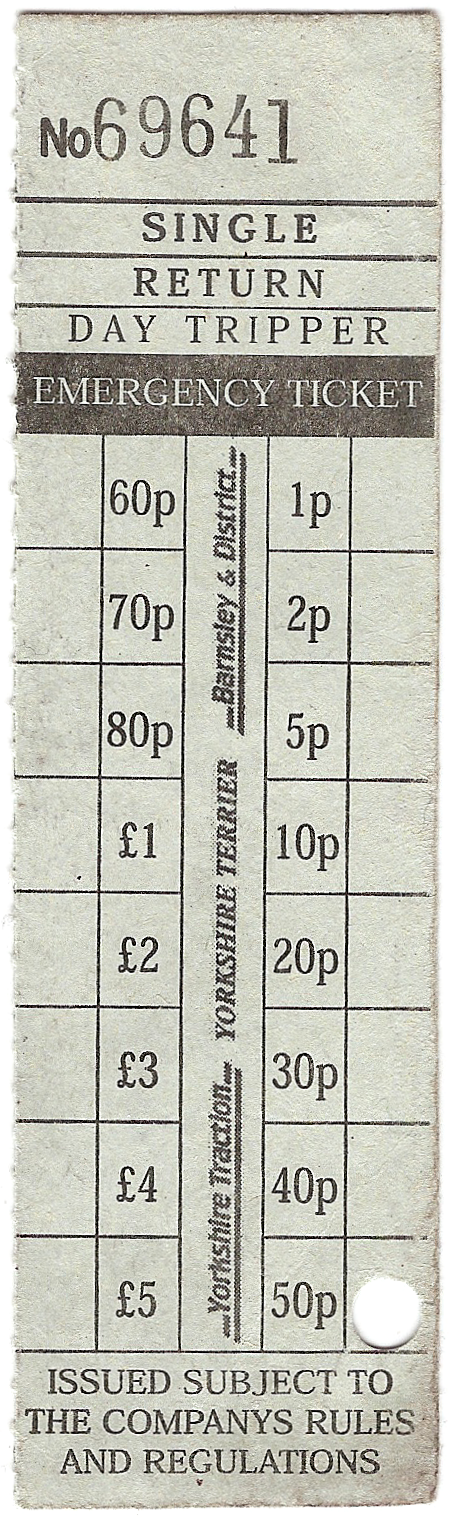
Proštípnutá cena na jízdence Barnsley based bus company
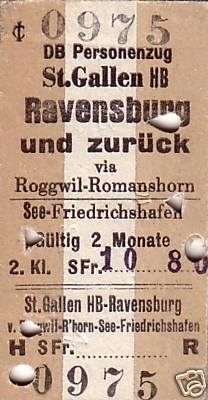
Několikanásobně proštípnutá jízdenka švýcarských drah SBB z roku 1962
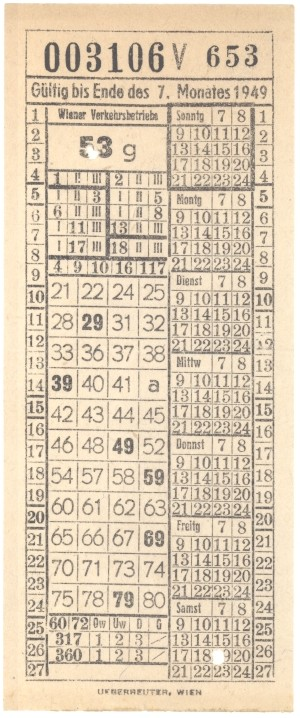
Jízdenka vídeňských Dopravních podniků, rok 1949
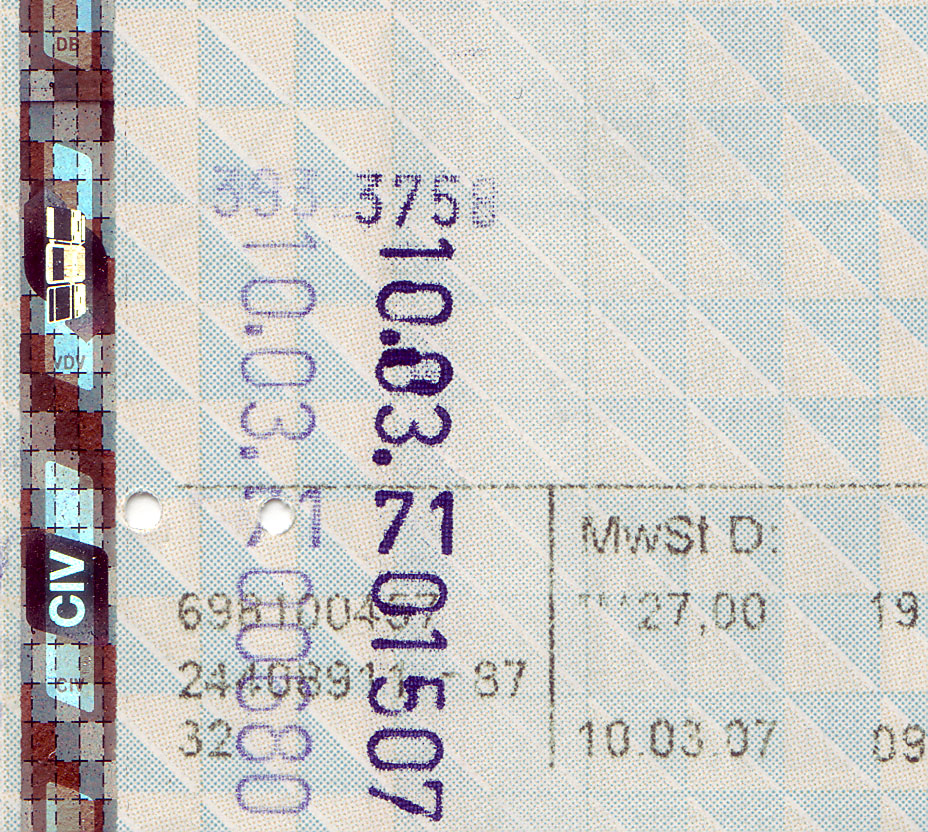
Otisk razítkovacích kleští na jízdence Deutsche Bahn, rok 2007